# Pipra (Mahottari)
Pipra – gaun wikas samiti w środkowej części Nepalu w strefie Dźanakpur w dystrykcie Mahottari. Według nepalskiego spisu powszechnego z 2001 roku liczył on 1389 gospodarstw domowych i 7884 mieszkańców (3760 kobiet i 4124 mężczyzn).